# Miranda do Douro
Miranda do Douro is een plaats en gemeente in het Portugese district Bragança.
De gemeente heeft een totale oppervlakte van 488 km² en telde 8048 inwoners in 2001.
Miranda do Douro ligt aan de rivier de Douro en staat bekend om het Mirandees, dat hier gesproken wordt.

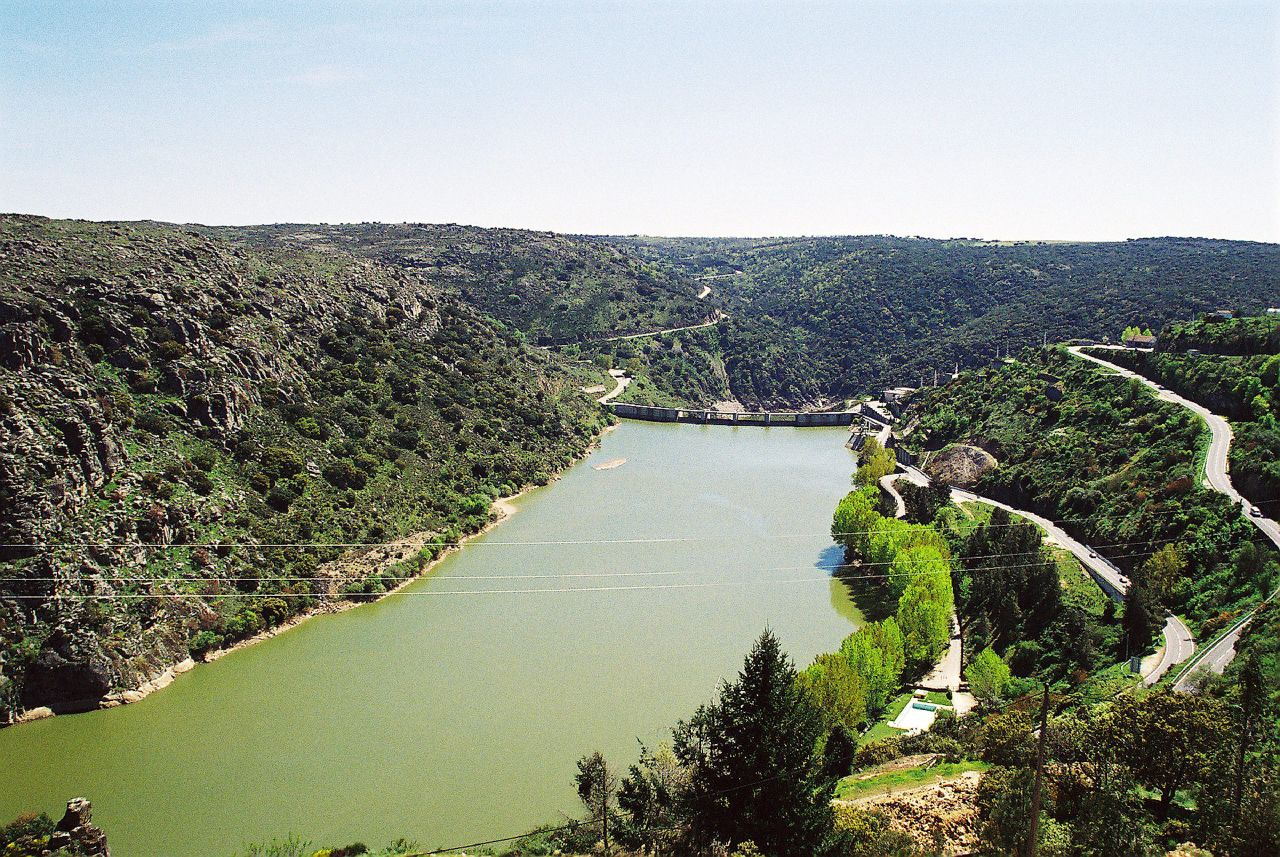
Stuwmeer

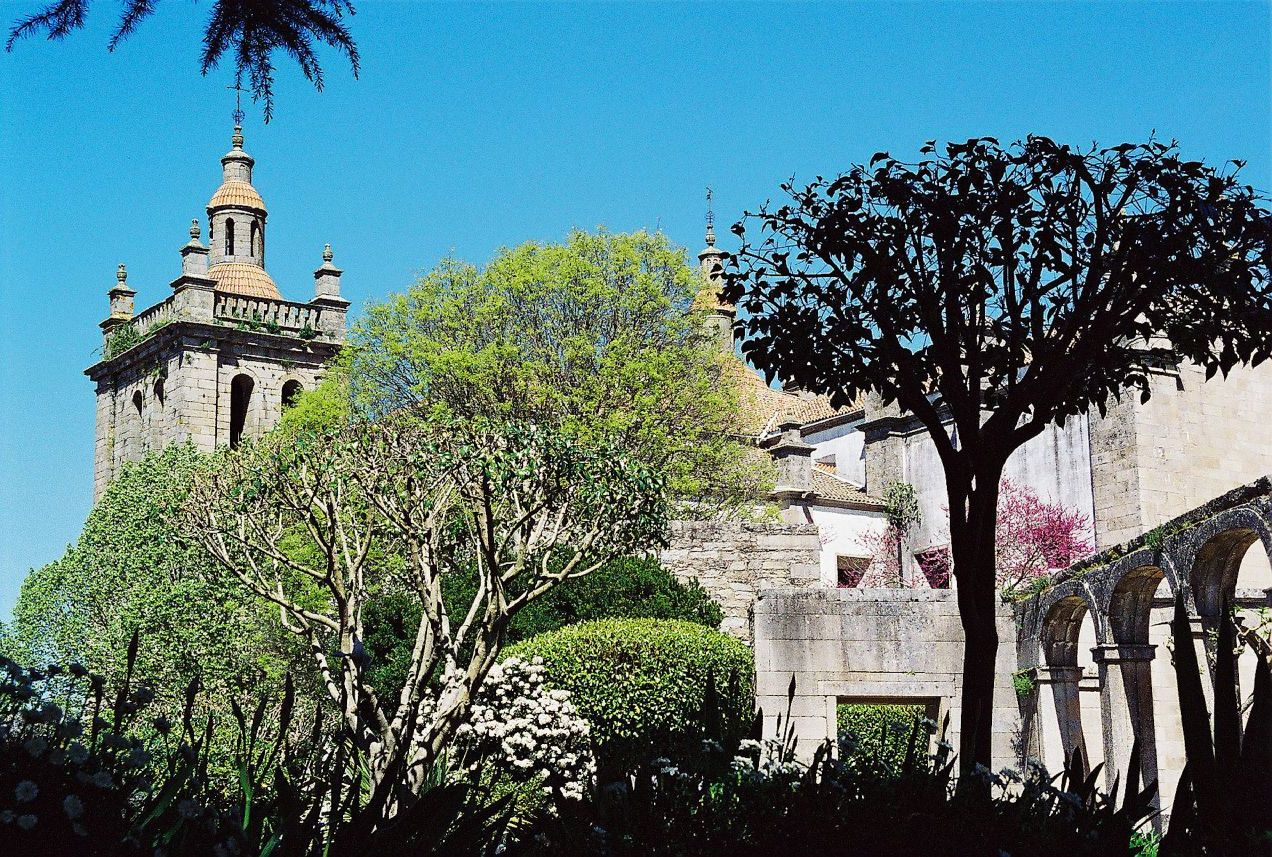
Miranda do Douro

## Plaatsen in de gemeente
- Águas Vivas
- Atenor
- Cicouro
- Constantim
- Duas Igrejas
- Genísio
- Ifanes
- Malhadas
- Miranda do Douro
- Palaçoulo
- Paradela
- Picote
- Póvoa
- São Martinho de Angueira
- Sendim
- Silva
- Vila Chã de Braciosa

Alfândega da Fé · Bragança · Carrazeda de Ansiães · Freixo de Espada à Cinta · Macedo de Cavaleiros · Miranda do Douro · Mirandela · Mogadouro · Torre de Moncorvo · Vila Flor · Vimioso · Vinhais